# Estádio Cidade de Barcelos
O Estádio Cidade de Barcelos, incluído no Complexo Desportivo Municipal de Barcelos, Portugal, é a casa do Gil Vicente e foi inaugurado na véspera do Euro 2004. O estádio possui 4 bancadas totalmente cobertas com capacidade para 12 046 espectadores.
O estádio é um recinto de categoria 3 da UEFA, o que permite a realização de jogos europeus e internacionais.

## História
O Velhinho Campo, Estádio Adelino Ribeiro Novo, foi durante cerca de 70 anos a casa do Gil Vicente, ali disputando os seus jogos na condição de visitado e onde ocorreram certamente alguns dos episódios mais marcantes da história deste popular clube. 
A verdade é que as condições oferecidas pelo Campo Adelino Ribeiro Novo eram bastante limitadas e não se coadunavam, obviamente, com as exigências do futebol profissional, nem com as ambições do Gil Vicente ou a imagem da cidade de Barcelos.
Deste modo, a autarquia local decidiu construir um novo complexo desportivo que incluía um moderno estádio de futebol. Assim, foi edificado na freguesia de Vila Boa do concelho de Barcelos, a norte da cidade, o Estádio Cidade de Barcelos por uma quantia próxima dos 22 milhões de euros incluindo arranjos exteriores e aquisição de terrenos.
O estádio foi oficialmente inaugurado, no dia 30 de maio de 2004, num encontro de futebol amigável entre o Gil Vicente e o Nacional Montevideo do Uruguai, segunda escolha após falha do Santos do Brasil, no qual os Gilistas foram derrotados por 2–1 perante 4 984 pessoas. Todavia, a Câmara de Barcelos decidiu fazer uma “segunda inauguração”, com um concerto de Julio Iglesias, no dia 02 de julho de 2004, que acabou por se revelar um fracasso, com a adesão de público a ficar muito aquém do esperado.
O estádio foi inicialmente inaugurado com capacidade de 12 504 lugares, sendo que por questões de segurança e comodidade a capacidade total foi reduzida para os atuais 12 046 espectadores.

## Eventos Desportivos
A 26 de março de 2005, recebeu pela primeira e única vez uma partida amigável da Seleção Nacional de Futebol num encontro que levou de vencida a Seleção do Canadá por uns expressivos 4–1.
Foi palco de dois jogos do Campeonato Europeu de Futebol Sub-21 de 2006 entre Sérvia e Montenegro 0–1 Alemanha e Portugal 0–2 Sérvia e Montenegro. É, também, palco constante das seleções de escalões inferiores e da seleção feminina.